# 卡利納迪河

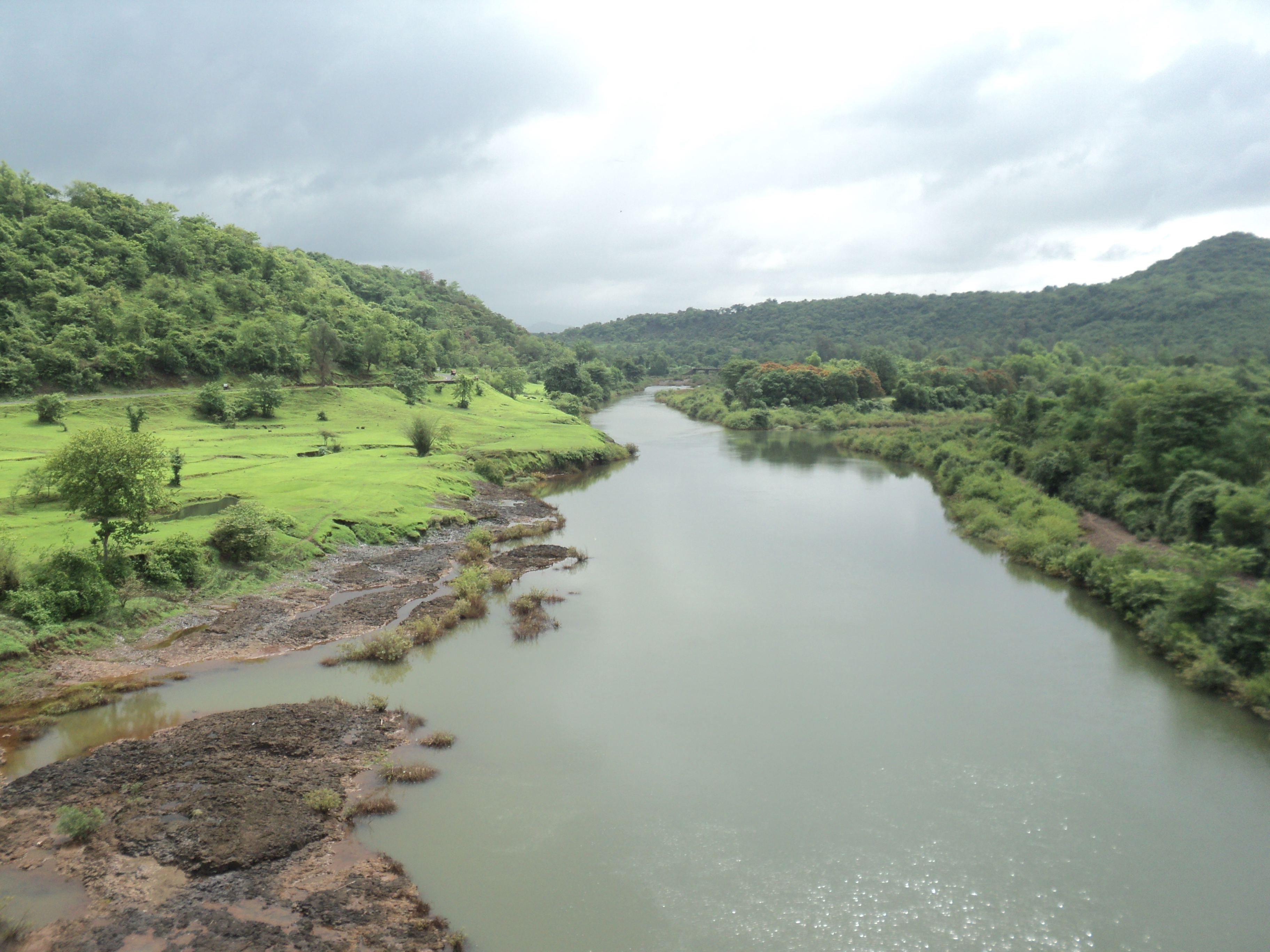

卡利納迪河是印度的河流，河道全長184公里，發源自西高止山脈，流經卡納塔克邦，最終注入阿拉伯海，河道上建有多座用作水力發電的水壩。

## 外部連結
- Kali Nadi
- Kali river Archive.today的存檔，存档日期2013-01-03

14°50′32″N 74°07′23″E / 14.84222°N 74.12306°E